# Vireo
Genre
Vireo est un genre de passereaux de la famille des Vireonidae.

## Liste d'espèces
D'après la classification de référence (version 13.2, 2023) du Congrès ornithologique international (ordre phylogénique) :
- Vireo hypochryseus – Viréo doré
- Vireo flavoviridis – Viréo jaune-verdâtre
- Vireo olivaceus – Viréo aux yeux rouges
- Vireo magister – Viréo du Yucatan
- Vireo altiloquus – Viréo à moustaches
- Vireo chivi – Viréo chivi
- Vireo gracilirostris – Viréo de Noronha
- Vireo sclateri - Viréo des tépuis
- Vireo philadelphicus – Viréo de Philadelphie
- Vireo gilvus – Viréo mélodieux
- Vireo leucophrys – Viréo à calotte brune
- Vireo huttoni – Viréo de Hutton
- Vireo vicinior – Viréo gris
- Vireo flavifrons – Viréo à gorge jaune
- Vireo carmioli – Viréo à ailes jaunes
- Vireo masteri – Viréo du Choco
- Vireo solitarius – Viréo à tête bleue
- Vireo cassinii – Viréo de Cassin
- Vireo plumbeus – Viréo plombé
- Vireo osburni – Viréo d'Osburn
- Vireo nanus – Viréo d'Hispaniola
- Vireo pallens – Viréo des mangroves
- Vireo approximans – Viréo de Providencia
- Vireo bairdi – Viréo de Cozumel
- Vireo caribaeus – Viréo de San Andrés
- Vireo griseus – Viréo aux yeux blancs
- Vireo crassirostris – Viréo à bec fort
- Vireo modestus – Viréo de Jamaïque
- Vireo gundlachii – Viréo de Cuba
- Vireo bellii – Viréo de Bell
- Vireo latimeri – Viréo de Porto Rico
- Vireo atricapilla – Viréo à tête noire
- Vireo nelsoni – Viréo nain

- Vireo brevipennis – Viréo ardoisé